# باگاسراتوپس
باگاسراتوپس (نام علمی: Bagaceratops) (به معنی جانوری کوچک با صورت شاخ‌دار یا شاخ‌چهرهٔ کوچک)، یک دایناسور شاخ‌چهره و گیاهخوار مربوط به دوره کرتاسه پسین می‌باشد. این جانور ۷۰ میلیون سال پیش می‌زیسته که بیش از ۱ متر طول و ۳۰ کیلوگرم وزن داشت است. فسیل باکتروزاروس در مغولستان و چین کشف شده‌است و در سال ۱۹۷۵ به وسیله هالسزاکا اسمولسکا نام گذاری شد. گونه خاص این جنس اگاسراتوپس روژدستونسکی نام دارد.

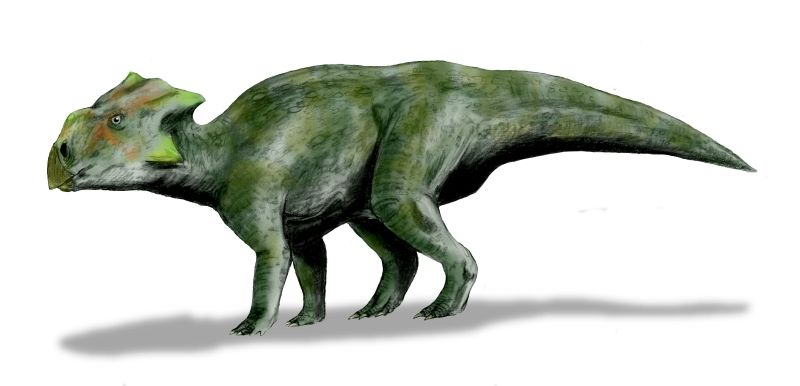
بازسازی.